# クケス
クケス（アルバニア語：Kukës または Kukësi、英語：Kukës）は、アルバニアのクケス州クケス県に位置する都市で、クケス州の州都である。人口は16,719人（2011年度）。